# National Football League 1923
La stagione NFL 1923 fu la 4ª stagione sportiva della National Football League, la massima lega professionistica statunitense di football americano. La stagione iniziò il 30 settembre e si concluse il 16 dicembre 1923.
La stagione vide per la prima volta ognuna delle venti squadre affiliate schierare in campo una formazione. Le nuove squadre che disputarono il campionato furono i Duluth Kelleys, i Saint Louis All Stars (che disputarono solo questa stagione) e una nuova squadra denominata Cleveland Indians, mentre gli Evansville Crimson Giants si ritirarono dalla lega.
Al termine della stagione, i Canton Bulldogs vennero nominati campioni in base ai risultati della stagione, ripetendo così il successo della stagione precedente.

## La stagione
La prima partita della stagione fu giocata il 30 settembre 1923, mentre l'ultima giornata venne disputata il 16 dicembre.

### Risultati della stagione
- V = Vittorie, S = Sconfitte, P = Pareggi, PCT = Percentuale di vittorie, PF = Punti Fatti, PS = Punti Subiti
- Nota: nelle stagioni precedenti al 1972 i pareggi non venivano conteggiati nel calcolo della percentuale di vittorie.

| National Football League |    |    |   |      |     |     |
| Squadra                  | V  | S  | P | PCT  | PF  | PS  |
| Canton Bulldogs          | 11 | 0  | 1 | 1000 | 246 | 19  |
| Chicago Bears            | 9  | 2  | 1 | 818  | 123 | 35  |
| Green Bay Packers        | 7  | 2  | 1 | 778  | 85  | 34  |
| Milwaukee Badgers        | 7  | 2  | 3 | 778  | 100 | 49  |
| Cleveland Indians        | 3  | 1  | 3 | 750  | 52  | 49  |
| Chicago Cardinals        | 8  | 4  | 0 | 667  | 161 | 56  |
| Duluth Kelleys           | 4  | 3  | 0 | 571  | 35  | 33  |
| Columbus Tigers          | 5  | 4  | 1 | 556  | 119 | 35  |
| Buffalo All-Americans    | 5  | 4  | 3 | 556  | 94  | 43  |
| Racine Legion            | 4  | 4  | 2 | 500  | 86  | 76  |
| Toledo Maroons           | 3  | 3  | 2 | 500  | 35  | 66  |
| Rock Island Independents | 2  | 3  | 3 | 400  | 84  | 62  |
| Minneapolis Marines      | 2  | 5  | 2 | 286  | 48  | 81  |
| Saint Louis All-Stars    | 1  | 4  | 2 | 200  | 14  | 39  |
| Hammond Pros             | 1  | 5  | 1 | 167  | 14  | 59  |
| Akron Pros               | 1  | 6  | 0 | 143  | 25  | 74  |
| Dayton Triangles         | 1  | 6  | 1 | 143  | 16  | 95  |
| Oorang Indians           | 1  | 10 | 0 | 91   | 50  | 257 |
| Louisville Brecks        | 0  | 3  | 0 | 0    | 0   | 90  |
| Rochester Jeffersons     | 0  | 4  | 0 | 0    | 6   | 141 |

## Vincitore
| Vincitori del campionato NFL 1923 Canton Bulldogs 2º titolo |